# El prisionero de la medianoche
El prisionero de la medianoche fue una telenovela chilena producida y emitida durante el segundo semestre de 1985 por Canal 13. Fue creada y escrita por Lenon Merino.

## Argumento
David Carrasco (Jaime Vadell), un alto y prestigioso ejecutivo de "Géminis", un laboratorio de renombre internacional, quien llega desde Inglaterra, donde se hizo cargo de la dirección de una filial luego de enviudar. Bárbara (Pilar Cox), su hija, mujer inteligente y jovial, se graduó en Harvard de ingeniero bioquímica, estudios que le servirán para colaborar con su padre en su nuevo cargo.  
El regreso de Carrasco obedece al llamado de Blanca Hamilton (Marés González), una mujer muy correcta, pero cuya viudez la ha colocado inesperadamente frente a la dirección de su empresa, cuyo manejo desconoce, siendo Carrasco el único en quien ella confía.
El temple de esta brillante hombre a lo que se suma su gran eficiencia, le abrirán su camino para un admirable trabajo, pero que no estará libre de las maquinaciones y envidias de sus colaboradores y en especial, de la competencia que le opone la industria Bioquímica de la Cruz, de la que es dueño Vicente (José Soza).
La empresa tiene una mala administración y es amenazada por oscuros manejos, siendo su hijo Gabriel (Mauricio Pesutic) el que se esfuerza en organizarla y sacarla adelante. Pese a los problemas y a la constante vigilia de su madre Melinda (Gloria Canales), una mujer posesiva que controla su vida, Gabriel mantiene un intenso romance con Bárbara.
Un hecho casual provoca en la atareada vida de David Carrasco un gran giro en su vida. Durante una diligencia bancaria, toma por equivocación un maletín que no le corresponde y descubre poco después que en su interior hay nada menos que 100 millones de pesos. Mientras reflexiona cómo devolver su hallazgo y dar aviso a la policía, ya los diarios consignan que se ha llevado a cabo un fabuloso robo, pero de 300 millones de pesos.
La angustia y el desconcierto se apoderan de Carrasco. Hay seguros comprometidos, pólizas por cobrar, pero la policía busca al responsable. Carrasco, valiéndose de un exgánster, el Tío Nico (Julio Jung) intenta reunir la diferencia, pero una coartada lo deja en evidencia, siendo aprehendido y condenado por las autoridades. Carrasco pide silenciar los hechos, aun cuando justificar su honestidad le parece casi imposible. No obstante, para salvaguardar su nombre y reputación, pacta una condena que cumplirá en estar recluido solo por la noche, lo que no dará pie a sospecha alguna.
Su reclusión lo introduce en un sobrecogedor ambiente, junto a un estafador (Gonzalo Robles), un falsificador (Rodolfo Bravo) y a trúhanes y narcotraficantes, para quienes resulta impropio la compañía nocturna de un delincuente señor gerente.
Para colmo, deberá prestarse para un estudio psicológico que busca rehabilitar a condenados próximos a salir en libertad y prepararlos para enfrentar la sociedad. La idea ha sido puesta en práctica por Úrsula Barahona (María Elena Duvauchelle), psicóloga criminalista que necesita avalar su tesis con delincuentes auténticos y temibles. Carrasco es el sujeto ideal. Sin embargo, el obsesivo profesionalismo de Úrsula la llevará por un camino que ninguno de los dos cree, el amor.

## Elenco
- Jaime Vadell como David Carrasco.
- María Elena Duvauchelle como Úrsula Barahona.
- Julio Jung como Nicolás ''El Tío''
- Soledad Pérez como Corita.
- Patricio Achurra como Ramiro Saavedra.
- Marés González como Blanca Hamilton.
- Walter Kliche como Patricio Javier.
- Pilar Cox como Bárbara Carrasco.
- Mauricio Pesutic como Gabriel de la Cruz.
- Gonzalo Robles como León Peña.
- Soledad Alonso como Milagros.
- Tennyson Ferrada como José Quezada.
- Grimanesa Jiménez como Piedad Ramos.
- Aníbal Reyna como Pedro Pablo Almarza.
- Gloria Canales como Melinda de la Cruz.
- José Soza como Vicente de la Cruz.
- Rodolfo Bravo como Alberto ''Chico'' Villa.
- Sergio Urrutia como Hernández.
- Mane Nett como Irene.
- Agustín Moya como Fernando Bueras.
- Sergio Madrid como Romero.
- Jorge Ramírez como Hugo Torres.
- Víctor Rojas como Fidel.

## Participaciones
- Adriano Castillo como Rufián.
- José Manuel Peláez como Abogado.
- César Arredondo como Policía.
- Rafael Benavente como Juez.
- Cuca Navarro como Teresita
- Olga Jiménez como Rosario.
- Yamén Salazar como Francisco.
- Eduardo Mujica como Roberto Redolés.
- Adriana Vacarezza como Gloria Menares.
- Mónica Carrasco como Juanita
- Jaime Azócar como Juan Pablo Egaña
- Luis Gnecco como Garzón
- Gabriel Prieto como Secuaz de Nicolás
- Patricio Strahvosky